# Протесты против судебной реформы в Израиле (2023)
Протесты против судебной реформы в Израиле в 2023 году — серия акций протеста в Израиле, направленная против судебной реформы, предложенной правительством премьер-министра Биньямина Нетаньяху. Протесты проходили по вечерам в субботу в Тель-Авиве и других городах, начиная с 7 января, а также в различных местах в различные дни недели.
По оценке BBC, 11 марта в протестах участвовали около полумиллиона человек, и это стало самой массовой протестной акцией в истории страны.

## История
После политического кризиса 2018 года выборы 2021 года стали первыми, в результате которых было успешно сформировано правительство. Действующая коалиция, имевшая большинство в одно место, распалась в июне 2022 года после того, как депутат Идит Сильман перешла из партии Ямина в оппозиционный Ликуд. На последовавших досрочных выборах в законодательные органы действующее правительство во главе с Яиром Лапидом потерпело поражение от коалиции правых партий во главе с бывшим премьер-министром Биньямином Нетаньяху, который сформировал новое правительство, пришедшее к власти 29 декабря 2022 года.
4 января 2023 года недавно назначенный министр юстиции Ярив Левин объявил о планах реформирования судебной системы Израиля, включая ограничение полномочий Верховного суда и юридических советников правительства, а также предоставление правящей коалиции большинства в комитете, назначающем судей, после чего несколько организаций заявили о своем намерении организовать акции протеста в Тель-Авиве 7 января.

## Хронология событий

### Январь
7 января 2023 года на площади Габима в Тель-Авиве 20 000 человек приняли участие в акции протеста, Айман Оде выступил в качестве приглашенного оратора. В Хайфе прошла небольшая акция протеста, в которой приняли участие 200 человек. Организаторы протестов: движение левых сил Чёрные флаги.
Вторая акция протеста также состоялась на площади Габима, собрав около 80 000 человек (14 января), в то время как в Хайфе и Иерусалиме прошли митинги меньшего размера, в которых приняли участие 2 500 и 3 000 человек соответственно. Организаторы протестов движение левых сил Чёрные флаги.
Акция протеста 21 января прошла на улице Каплан в центре Тель-Авива. По оценкам израильской полиции, в протесте приняли участие более 100 000 человек, а небольшие протесты прошли в таких городах, как Хайфа, Иерусалим и Беэр-Шева.

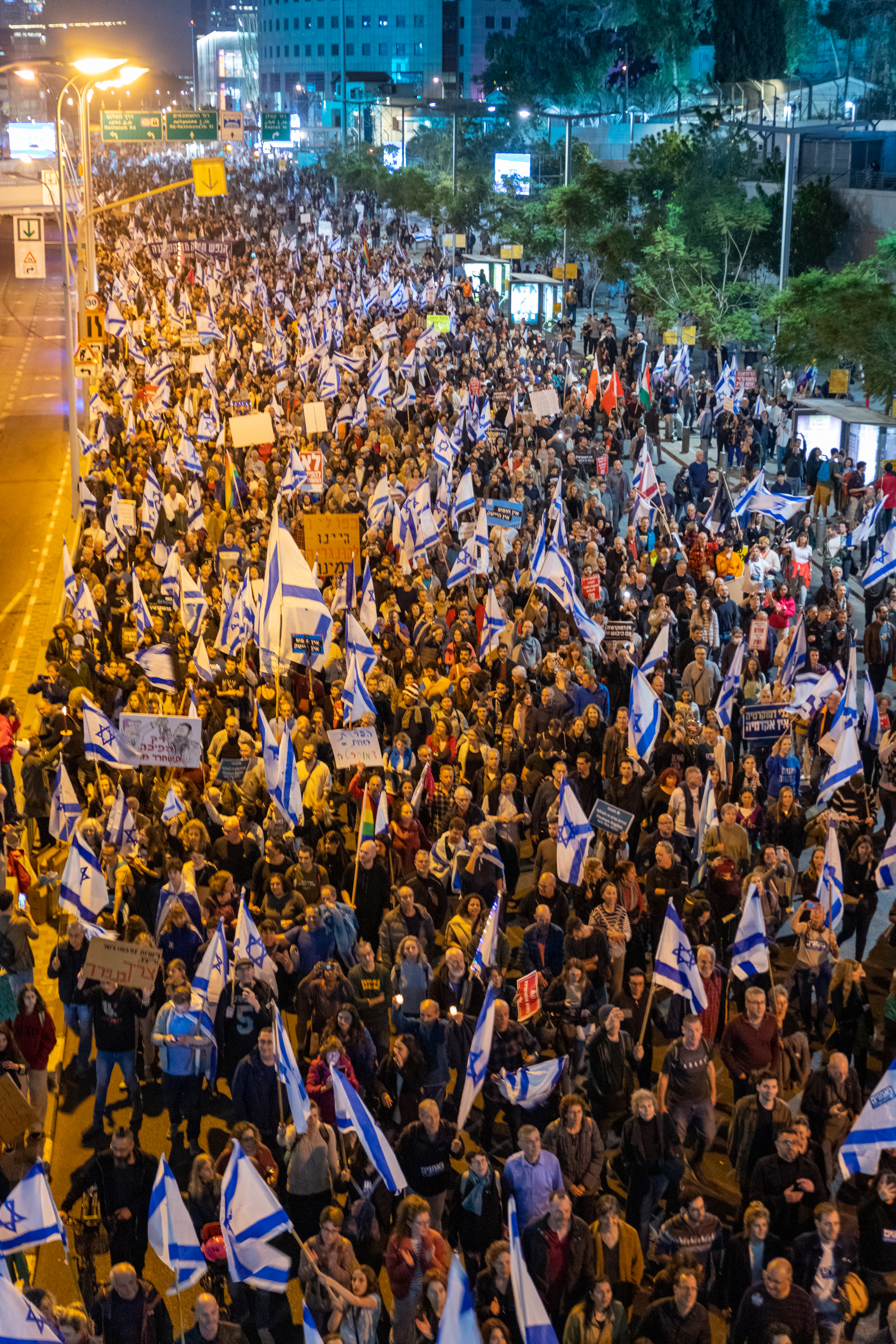
Демонстрация на шоссе Бегин в Тель-Авиве, 28 января 2023 г.

Четвёртая акция протеста, 28 января, также прошла на улице Каплан. Число протестующих в Тель-Авиве уменьшилось, а в Хайфе и Иерусалиме — увеличилось. Протесты привлекли международное внимание, госсекретарь США Энтони Блинкен посетил Израиль и упомянул в беседе с Нетанияху судебную реформу.

### Февраль

#### 4 февраля
Пятая акция протеста прошла на улице Каплан. Оценки количества протестующих:
- Гаарец — 60 000 человек по всей стране[23],
- The Jerusalem Post —только в Тель-Авиве более 100 000 человек[24].

Протесты прошли по всей стране, митинги прошли в таких городах, как Ришон-ле-Цион, Нес-Циона и Герцлия.

#### 11 февраля
Шестая акция протеста прошла на улице Каплан, где в качестве приглашенного оратора выступила бывший министр иностранных дел Ципи Ливни.
Оценки количества протестующих:
- Гаарец — 50 000 человек в Тель-Авиве, и ещё 30 000 человек по всей стране[26], включая Кфар-Сабу, Иерусалим и Хайфу.
- по оценкам организаторов, только акцию протеста в Тель-Авиве на улице Каплан посетило 150 000 человек[27].

#### 13 февраля
8 февраля председатель комитета Кнессета по Конституции, законодательству и правосудию Симха Ротман объявил, что проголосует за вынесение на пленум Кнессета нескольких реформ, в том числе закона, дающего коалиции большинство в комитете по назначениям судей. Накануне протестов 13 февраля несколько лидеров протеста, в том числе бывший начальник Генерального штаба Моше Яалон и участники Движения за качественное правительство в Израиле (председатель адвокат Элиад Шрага), объявили о своем намерении организовать всеобщую забастовку и акцию протеста у здания Кнессета.
Более 100 000 человек собрались на акции протеста у здания Кнессета в Иерусалиме 13 февраля, в то время как представители нескольких отраслей, в том числе врачи и работники технологического сектора, объявили забастовку. В этот день конституционный комитет проголосовал за реформы.

#### 18 февраля
18 февраля протестующие прошли маршем в Тель-Авиве и других городах Израиля. Организаторы заявили, что около четверти миллиона израильтян приняли участие в акциях протеста в более чем 60-ти населённых пунктах по всей стране, в том числе примерно 135 000 протестующих, которые прошли маршем от Дизенгоф-центра до улицы Каплан в Тель-Авиве.
Организаторы митинга в центре Тель-Авива напомнили о речи Биньямина Нетаньяху 2012 года, в которой премьер-министр заявил о своей вере в сильную судебную систему и своем намерении защитить независимость израильских судов.

#### 20 февраля

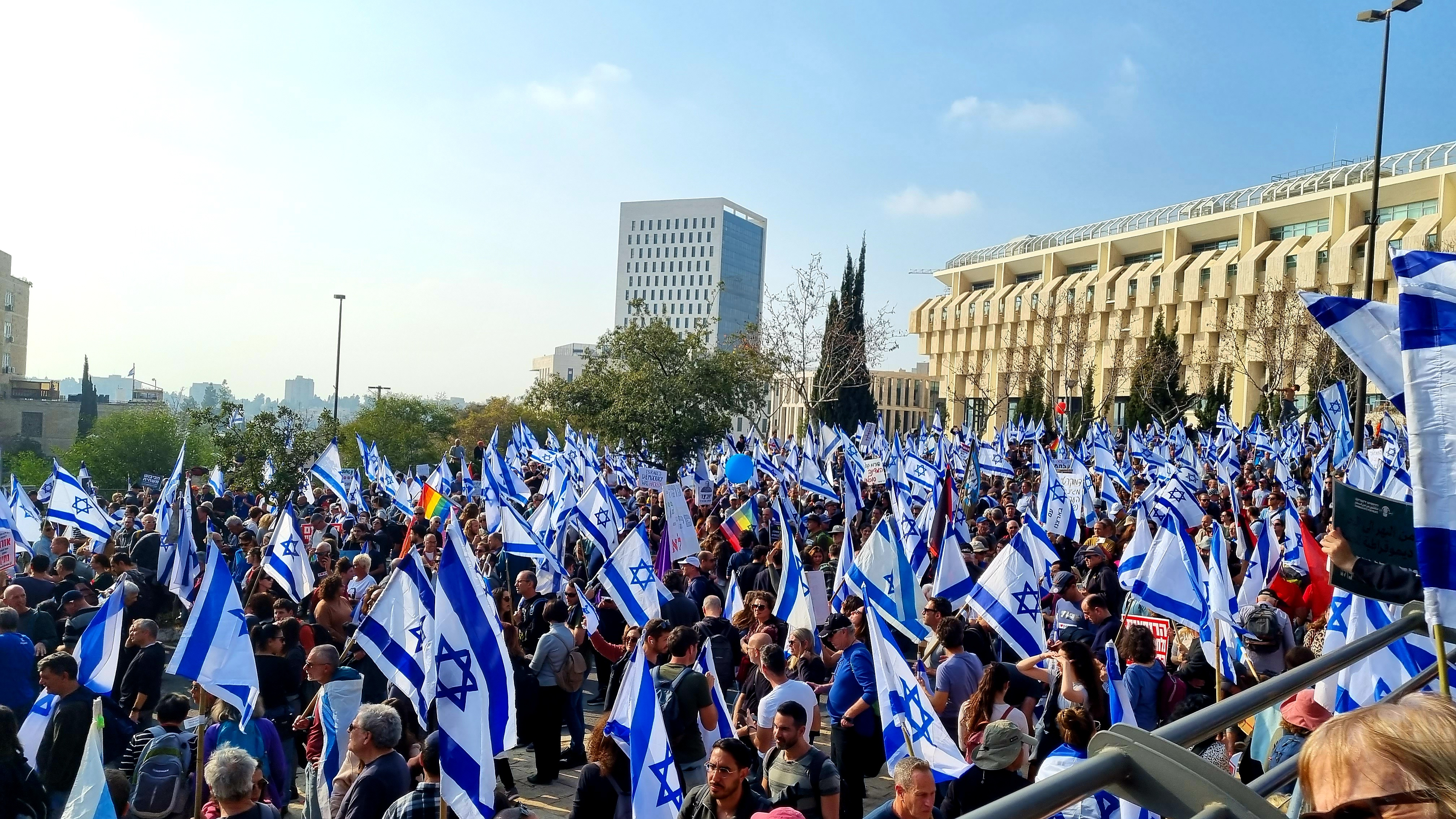
Демонстрация у Кнессета в Иерусалиме, 20 февраля 2023 г.

20 февраля более 100 000 человек собрались возле Кнессета в Иерусалиме, выражая протест против «первоначального голосования на пленуме по законопроектам, которые дадут политикам контроль над назначениями в Верховный суд Израиля и ограничат его способность отменять законы». Протестующими были перекрыты основные магистрали, несколько чиновников были заблокированы в своих домах. На встрече с депутатами от партии «Ликуд» Нетаньяху обвинил руководство движения в том, что оно «угрожает [стране] гражданской войной и кровью на улицах».

#### 25 февраля

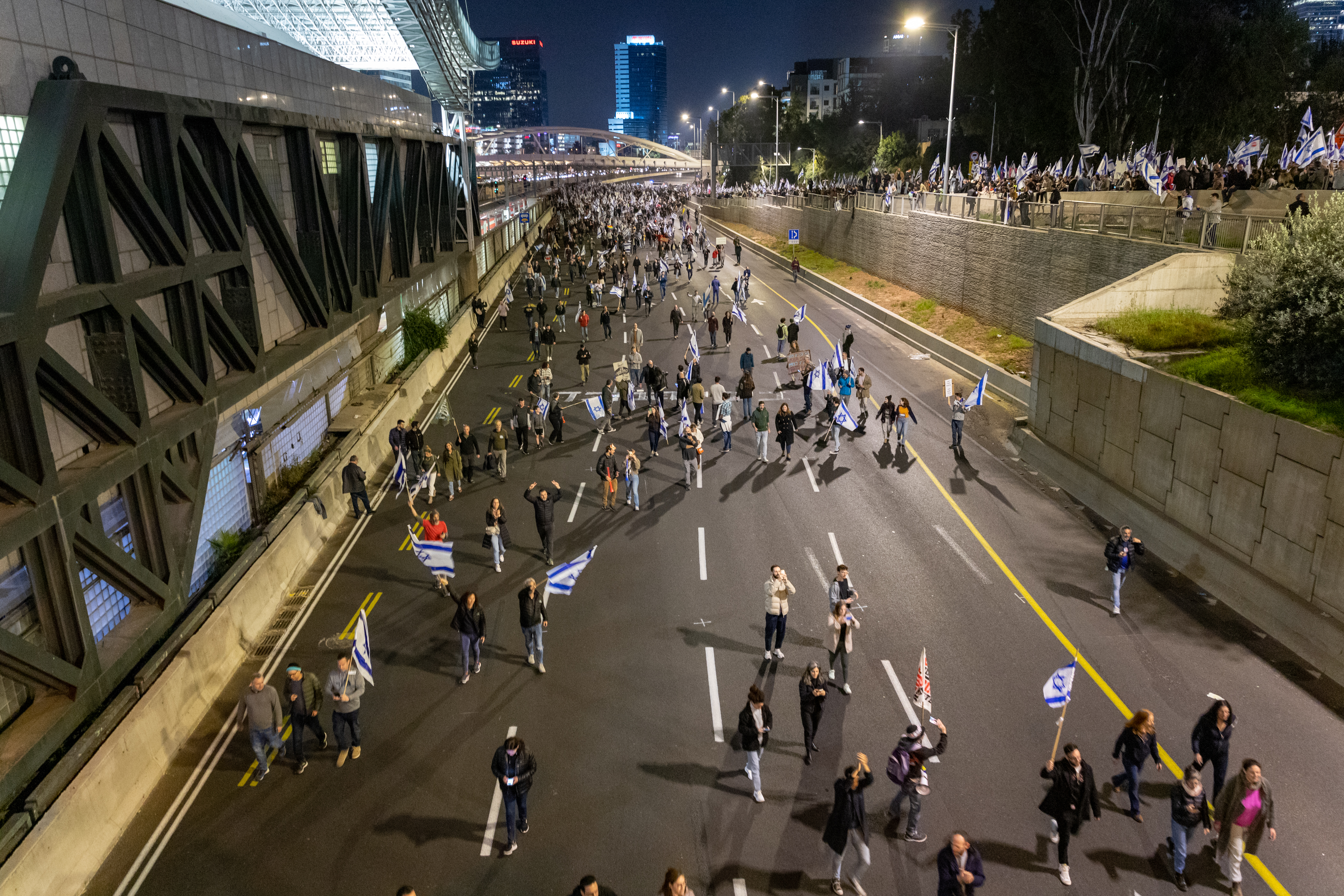
Протестующие блокируют шоссе Аялон в Тель-Авиве, 25 февраля 2023 г.

Протесты продолжались по всей стране:
- 160 000 протестующих в Тель-Авиве (по данным 13 канала[англ.]),
- 30 000 в Хайфе (по данным полиции)
- около 5 000 в Раанане (по данным газеты Гаарец).

В Тель-Авиве акции протеста предшествовало выступление 150 участниц женской группы Bonot Alternativa («Строим альтернативу»), одетых в красно-белые наряды (отсылка к телесериалу «Рассказ служанки»). Участницы протестовали против некоторых предложенных правовых изменений, которые, по их мнению, навредят женщинам.
В протестах также приняли участие экономист Яков Френкель и бывший вице-президент Верховного суда Израиля Эльяким Рубинштейн.

### Март

#### 1 марта

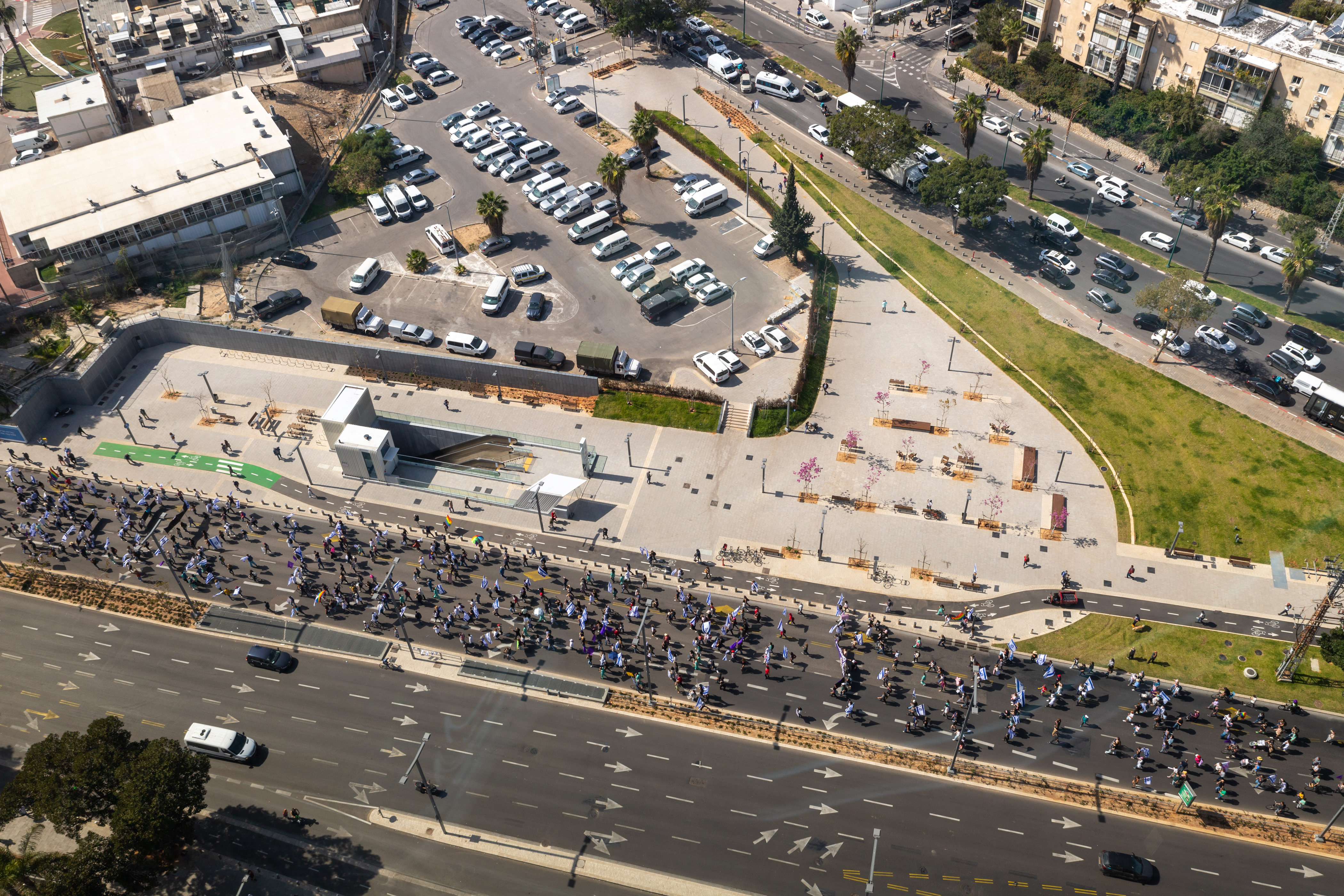
Протестующие маршируют по бульвару Бегина, Тель-Авив, 1 марта 2023 г.

1 марта было объявлено «Национальным днем разрушения». Протестующие пытались перекрыть шоссе Аялон в Тель-Авиве. Полицией были применены против демонстрантов светошумовые гранаты, конная полиция, водометы, было арестовано несколько человек. Министр национальной безопасности Итамар Бен-Гвир назвал демонстрантов, блокирующих дороги, «привилегированными анархистами, которые не могут смириться с болезненным поражением на выборах и потерей власти». Позже тем же вечером жена премьер-министра Сара Нетаньяху три часа была заблокирована протестующими в парикмахерской в Тель-Авиве.

#### 4 марта

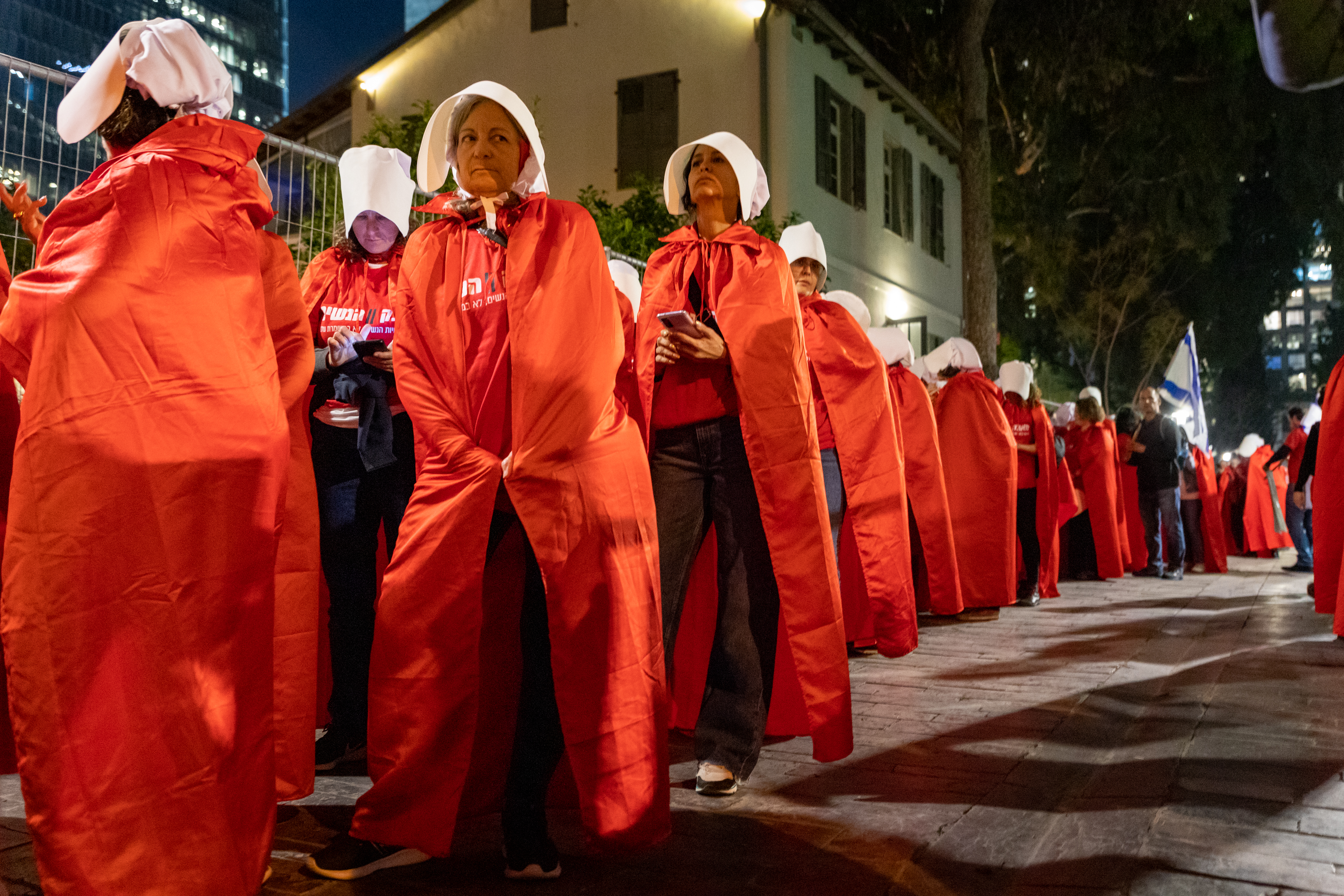
Протестующие, одетые как служанки из сериала «Рассказ служанки», Тель-Авив, 4 марта 2023 г.

Протесты прошли в Ашкелоне, Араде, Бат-Яме, Беэр-Шеве, Хайфе, Герцлии, Холоне, Иерусалиме, Кирьят-Оно, Кирьят-Шмоне, Раанане, Тель-Авиве и других местах. По оценкам 12 канала, только в Тель-Авиве количество протестующих достигло 160 000 человек.
Министр национальной безопасности Итамар Бен-Гвир обратился к прессе из штаб-квартиры полиции в Тель-Авиве.
В акциях протеста приняли участие различные депутаты от оппозиции:
- в Герцлии — лидер оппозиции Яир Лапид,
- в Ашдоде — лидер оппозиционной партии «Исраэль Бейтейну» Авигдор Либерман,
- в Беэр-Шеве — лидер Партии национального единства Бенни Ганц,
- в Тель-Авиве — бывший министр образования и член «Ликуда» Лимор Ливнат[43].

Обращаясь к протестующим в Раанане, Моше Яалон заявил о потере Нетаньяху связи с реальностью. Ципи Ливни заявила, что данные протесты были самыми важными из тех, на которых она когда-либо присутствовала. Ещё одним спикером на протестах в Раанане был бывший комиссар полиции Рони Альшейх.
На большом баннере, который несли протестующие в Тель-Авиве, были изображены фотографии министра финансов Бецалеля Смотрича и министра национальной безопасности Итамара Бен-Гвира с надписью «Вчера Хувара, завтра Израиль» на фоне фотографии беспорядков в Хуваре.

#### 8 марта
Более 25 000 женщин, одетых в красное, сформировали живые цепи в 70 местах по всему Израилю, совместив празднование Международного женского дня с волной протестов против правительственной судебной реформы. Мероприятие было организовано женской организацией Bonot Alternativa («Строим альтернативу»), заявившей, что израильские женщины «проводят красную черту», когда речь идет о нарушении прав женщин.

#### 9 марта

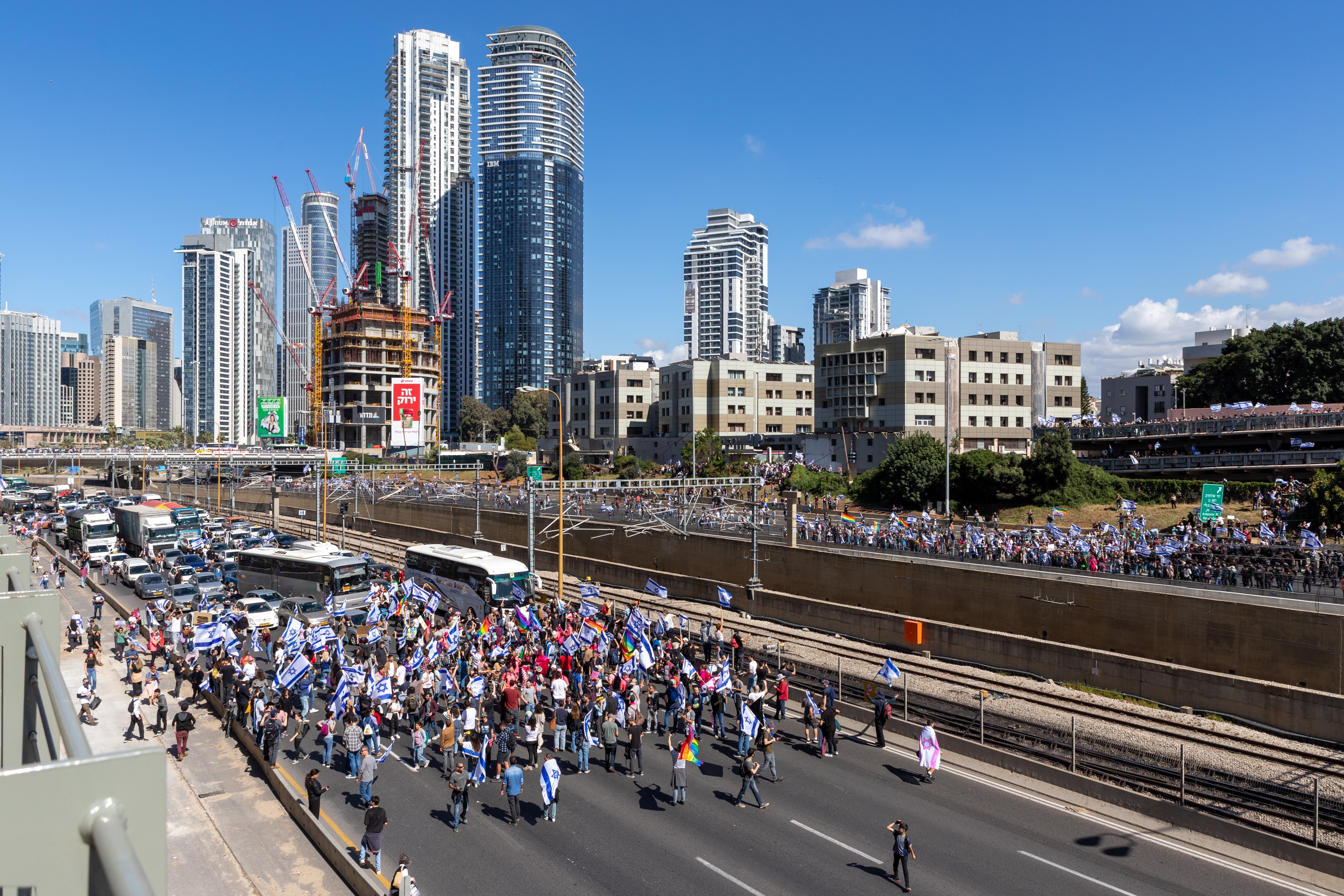
Протестующие блокируют шоссе Аялон, 9 марта 2023 г.

9 марта стало «национальным днем сопротивления». Протестующие перекрыли дороги и морские пути, в том числе одну из главных автомагистралей страны Аялон. Колонны автомобилей заполнили шоссе Тель-Авив-Иерусалим, был заблокирован главный терминал аэропорта Бен-Гурион, с целью воспрепятствовать вылету Нетаньяху в Рим на встречу с премьер-министром Италии Джорджией Мелони.

#### 25 марта
Министр обороны Йоав Галант публично призвал приостановить продвижение реформы, которая вызвала глубокий раскол в израильском обществе, и начать переговоры; по его словам, «победа одного из лагерей будет означать поражение всего Израиля».

### 27 марта
В результате намерения Биньямина Нетаньяху уволить Галанта демонстрации усилились; одновременно крупнейший израильский профсоюз Гистадрут объявил в стране всеобщую забастовку. Демонстранты перекрыли основное израильское шоссе (Аялон), работа практически всех учреждений была парализована, рейсы из аэропорта Бен-Гурион были приостановлены; основные порты и дипломатические представительства Израиля за рубежом также остановили работу. Закрылись и рестораны McDonald's. Одновременно лидер оппозиции Яир Лапид призвал Нетаньяху отменить решение об увольнении министра обороны.

### 28 марта
Нетаньяху отложил принятие закона о судебной реформе до начала мая; было объявлено о начале переговоров о компромиссном варианте реформы.

### Апрель

#### 1 апреля
Более 450 000 человек вновь вышли на демонстрации, несмотря на объявление Биньямина Нетаньяху о временной заморозке судебной реформы. Митинги прошли в Тель-Авиве, Иерусалиме и других городах, наиболее многочисленный из них собрала 170 000 человек; в нём принял участие лидер оппозиции Яир Лапид.

#### 8 апреля
Протестные акции собрали свыше 100 тысяч человек и включали в себя блокирование мостов над основными магистралями. Протестующие также пронесли огромный баннер с изображением Биньямина Нетаньяху в образе египетского фараона, с надписью «Отпусти народ мой».

#### 29 апреля
В Израиле вновь прошли протесты против судебной реформы. Одна из самых многочисленных акций, по данным СМИ, состоялась в Тель-Авиве, где на улицы вышли около 160 тысяч человек.

### Май

#### 6 мая
В Израиле вновь прошли массовые протесты против судебной реформы. В центре Тель-Авива, по данным местных СМИ, собралось около 100 тысяч человек, многотысячные акции прошли также в других городах страны. Выступив на митинге, экс-министр иностранных дел Ципи Ливни призвала протестующих не расслабляться.

### Июнь

#### 3 июня
В субботу вновь прошли протестные митинги с перекрытием шоссе Аялон.

#### 24 июня
В Израиле прошёл очередной ряд протестных митингов; крупнейшая демонстрация, на улице Каплан в Тель-Авиве, собрала, по данным организаторов, 130 тысяч человек.

### Июль

#### 11 июля
Участники протестов в Израиле заблокировали основные магистрали в Иерусалиме, Хайфе и Тель-Авиве и вступили в столкновения с полицией. Демонстранты ложились на дороги, мешая проезду, запускали в воздух фаеры и вступали в стычки с полицией. В деловом квартале Тель-Авива для разгона демонстрантов применялась конная полиция, на въезде в Иерусалим — водометы.

#### 15 июля
Газета New York Times заявила, что не менее 180 резервистов ЦАХАЛ заявили о неготовности и далее выходить на боевые задания и призываться на военные сборы из-за продвижения юридической реформы. Данные издания основаны на беседах с этими военнослужащими также на переписке в различных группах WhatsApp. Аналогичные угрозы вскоре прозвучали от сотен других резервистов, несогласных с реформой.

#### 18 июля
Было опубликовано анонимное письмо 161 офицера штаба ВВС Израиля, подписанное инициалами, где они объявили об отказе от дальнейшего прохождения резервистских сборов в связи с судебной реформой.

#### 22 июля
Крупнейшая акция прошла в Тель-Авиве 22 июля: она собрала порядка 170 тыс. участников. В июле около 10 тысяч резервистов Армии обороны Израиля заявили, что откажутся добровольно являться на службу, если будет продвигаться судебная реформа. Активисты движения "Братья по оружию" ("Ахим ле-Нешек") призвали резервистов подписать декларацию о прекращении добровольной службы. Пункт, где можно подписать декларацию, был устроен на пути следования участников пешего марша протеста, направлявшегося в Иерусалим.

#### 24 июля
Кнессет принял входящий в судебную реформу Основной закон, лишивший БАГАЦ права отменять принятые парламентом законы на основании принципа юридической несостоятельности («илат ха-свирут»). За законопроект проголосовали 64 депутата, представляющие правящую коалицию, 56 оппозиционных парламентариев голосование бойкотировали.
Израильский бизнес-форум, объединяющий руководителей 150 крупнейших компаний страны, объявил о забастовке в знак протеста против судебной реформы. Ещё около 200 предприятий сферы «хай-тек», включая Wix, Wiz, Papaya Global и Lemonade, а также крупные юридические организации объявили, что позволят своим сотрудникам провести 24 июля забастовку..
Противники реформы вышли на акции протеста. Десятки тысяч человек протестовали в Тель-Авиве, часть протестующих заблокировала движение на шоссе 551 к северу от города. Полиция применила водометы, на демонстрантов наехал автомобиль, четыре человека получили ранения и были госпитализированы. Во время демонстрации в Тель-Авиве было произведено 18 арестов за нападения на полицейских или нарушение общественного порядка. В ходе столкновений пострадали 10 полицейских. В Беэр-Шеве протестующие также заблокировали движение по шоссе. В ночь на 25 июля полицейскими был жёстко задержан 18-летний гражданин; по версии полиции, он «пытался подложить пластиковые предметы, брошенные в полицейских, под колеса машины с брандспойтом, чтобы затруднить ее работу». Мать задержанного сообщила об избиении сына полицейским.

#### 27 июля
27 июля протесты возобновились после затишья. Тысячи людей собрались у правительственных зданий в Тель-Авиве. Демонстранты скандировали лозунги в поддержку демократии и несли флаги страны. В квартале были установлены блокпосты и заграждения с колючей проволокой. По данным AFP, полиция применила против протестующих жестокие задержания с применением дубинок, слезоточивого газа и водомётов.

#### 26 августа
Протестующие провели субботний вечер в Тель-Авиве (и по всему Израилю) 34-ю неделю подряд против планов правительства по реформированию судебной системы. По оценкам СМИ и компании CrowdSolutions, в митинге в Тель-Авиве приняли участие около 100 000 человек. В главном протесте на улице Каплан в Тель-Авиве выступил основной арабский спикер, мэр Тиры Мамун Абд аль-Хай. «Кровь течет на наших улицах, и что делают правительство Израиля? Распускает полицию, останавливает выделение бюджетов, которые должны идти на образование», — сказал аль-Хей.
На митинге Яир Лапид назвал Бен-Гвира «презренным расистом и полным провалом», а мэр арабского мусульманского города Тира Мамун Абдель-Хай обвинил Бен-Гвира в ненависти к арабам за сделанное тем 23 августа высказывание о КПП в Иудее и Самарии: «Право на жизнь перевешивает свободу передвижения <…> для меня это не вопрос евреев и арабов, это вопрос права на жизнь и свободы передвижения <…> Право евреев на жизнь важнее права арабских жителей ПА на свободу передвижения». В пересказе оппозиционной прессы, завление свелось к тезису «право евреев путешествовать и безопасно жить на Западном берегу важнее, чем свобода передвижения арабов»; Бен-Гвир раскритиковал искажение его слов и вырезание части заявления.
11 сентября
в Иерусалиме тысячи протестующих собрались у Верховного суда 11 сентября. Отмечается, что митингующие скандировали «демократию», демонстрируя поддержку суда. «Израиль всегда был демократической страной, открытой, либеральной. Это правительство хочет изменить его, и мы не собираемся ему позволять», — приводятся слова протестующего Дэвида Лешема. Верховный суд Израиля во вторник, 12 сентября, впервые в истории соберется в полном составе для рассмотрения ходатайства против принятого в июле закона об отмене «принципа разумности», который может лишить суды, в том числе Верховный суд, возможности отменять решения Кнессета и исполнительной власти, используя этот прицип.
23 сентября
Акция протеста прошла под лозунгом «диктатуре нет прощения» в свете приближения даты иудейского календаря — Судного дня (Йом Кипур), который, согласно традиции, является Днем искупления и прощения. Район в Тель-Авиве, где расположен комплекс правительственных зданий, был полностью блокирован для движения. Улицу Каплан и близлежащие дороги и перекрестки заполнили протестующие. Правительство Нетаньяху в течение 38 недель сталкивается с беспрецедентными по масштабу протестами против проводимой им реформы. В некоторые дни, по оценкам организаторов протестных акций, на улицы израильских городов выходили до полумиллиона человек, что является весьма значительной цифрой для страны, население которой не превышает десяти миллионов. Акции протеста зачастую сопровождаются столкновениями с полицией, арестами, блокировкой автомагистралей, транспортных путей и даже аэропорта. По оценкам израильской компании Crowd Solutions, 23 сентября 2023 г. на главной акции протеста на улице Каплан в Тель-Авиве собралось более 110 тысяч человек.
30 сентября
Десятки тысяч протестующих собрались в центре Тель-Авива и других городах страны в 39-ю субботу подряд на митинг против судебной реформы правительства Биньямина Нетаньяху и на фоне общего роста антиправительственных настроений в Израиле. Массовые протесты состоялись несмотря на отмечаемый в эти дни иудейский праздник Суккот. Незадолго до акции протеста в Тель-Авиве, небольшой группе протестующих удалось на короткое время перекрыть центральное шоссе города, установив на проезжей части праздничный шатер(сукку). По сообщениям СМИ, полиция выписала за это штрафы.

## После 7 октября 2023 года
После вторжения ХАМАС в Израиль 7 октября 2023 года, политическое движение «Коах Каплан» отменило очередную акцию протеста, запланированную на 7 октября, вместо этого заявив о поддержке ЦАХАЛ в условиях кризиса. Ряд других оппозиционных групп, таких, как «Форум 555 патриотов» и «Братья по оружию», ранее призывавших резервистов ЦАХАЛ к отказу от службы в качестве протеста против политики правительства, в изменившихся обстоятельствах призвали резервистов отменить протесты и нести службу.
1 января 2024 года Верховный суд Израиля (БАГАЦ), заседая полным составом из 15 судей, 8 голосами против 7 отменил ранее принятый Кнессетом Основной закон, лишивший БАГАЦ права отменять принятые парламентом законы на основании принципа юридической несостоятельности («илат ха-свирут»). Это стало первым в истории Израиля случаем отмены Верховным судом Основного закона. Министр юстиции Ярив Левин, инициатор судебной реформы, подверг постановление БАГАЦ резкой критике, но в то же время призвал не нарушать его.